# Hans Georg Werdmüller
Hans Georg Werdmüller (* 1616 in Zürich; † 28. Oktober 1678 ebenda; heimatberechtigt ebenda) war ein Schweizer Militäringenieur, verantwortlich für den Bau der Festungsanlagen von Zürich.
Er war der Sohn des Seidenkaufmanns Hans Rudolf Werdmüller und der Barbara Wydenmann, die nach dem Tod ihres Ehemanns 1617 den Seidenhof erfolgreich weiterführt und den Offizier Hans Caspar Schmid heiratet. Sein bekannterer älterer Bruder Hans Rudolf Werdmüller (1614–1677) war hoher Offizier in Schweizer, Kaiserlichen, Schwedischen, Französischen und Venezianischen Diensten. Werdmüller war der Onkel von Johann Heinrich Rahn.
Der Stiefvater begeistert die Brüder für das Militär und sorgt für ihre militärische Ausbildung an Akademien in Zürich, Genf und Lyon, wo Hans Georg von 1627 bis 1633 Vermessungswesen und Bauingenieurwesen studiert, insbesondere Festungsbaukunst, wofür er von 1635 bis 1637 ein Praktikum in Graubünden absolviert.
1633 heiratete er eine Verwandte dritten Grades – da dies in Zürich verboten war im nahen Baden. 1635 wird er deswegen in Zürich zu einer hohen Strafe verurteilt. Aus der Ehe gingen elf Kinder hervor, die teilweise Zeichen von Degeneration trugen. Die Söhne sollen alle eigenbrötlerisch gewesen sein, aber vielfach wie der Vater mathematisch und künstlerisch begabt.
Von 1642 bis 1675 leitete er als Schanzenherr den Bau der Festungsanlage von Zürich, für die er die Pläne selbst entworfen hatte. Von ihm stammen auch weitere Befestigungsanlagen in der Schweiz (Stein am Rhein, Aarburg) sowie hydraulische Projekte wie Brunnen, 1666 ein Wasserpumpwerk in der Schipfe (Limmat unterhalb des Lindenhofs) und Feuerspritzen. Von 1660 bis 1663 arbeitete er als Festungsbaumeister für den Kurfürsten Karl Ludwig von der Pfalz in Heidelberg. Danach war er von 1663 bis 1669 Landvogt in Wädenswil, wo er auch am Schloss baute.
Er war auch Feldzeugmeister für die Zürcher Truppen (Bauernkrieg 1653, Erster Villmergerkrieg 1656). Von 1648 bis 1662 und von 1675 bis 1678 war er im Kleinen Rat von Zürich.